# Dichaetomyia impar
Dichaetomyia impar är en tvåvingeart som först beskrevs av Stein 1909.  Dichaetomyia impar ingår i släktet Dichaetomyia och familjen husflugor. Inga underarter finns listade i Catalogue of Life.